# 코코 (피치피치핏치)
코코(ココ)는 피치피치핏치의 등장인물이다. 애니메이션에서 목소리를 연기한 성우는 일본판은 아라이 사토미이고 한국판은 문남숙이다.

## 개요
남태평양의 인어나라 공주로 노란색 진주의 소유자이다. 생일은 8월 7일. 혈액형은 B형. 이미지 색상은 노란색.